# Nemacheilus shuangjiangensis
Nemacheilus shuangjiangensis är en fiskart som beskrevs av Zhu och Wang, 1985. Nemacheilus shuangjiangensis ingår i släktet Nemacheilus och familjen grönlingsfiskar. Inga underarter finns listade i Catalogue of Life.